# Las salvajes en Puente San Gil
Las salvajes en Puente San Gil es una obra de teatro de José Martín Recuerda, estrenada en 1963.

## Argumento
Basada en una historia real, la pieza relata las peripecias de un grupo de vedettes de Revista que llega a una pequeña ciudad provinciana en la oscura España de la época, llamada Puente San Gil, y son recibidas con agresividad y desprecio por la burguesía ultraconservadora y pacata, hasta el punto de llegar a ser denunciadas y apresadas. Pero ellas se niegan a guardar silencio y entonan su protesta a modo de canción.

## Personajes
- Palmira.
- Rosita.
- Carmela.
- Magdalena.
- Arzipreste.
- Filomena
- Don Edelmiro

## Representaciones destacadas
- Teatro Eslava, de Madrid, el 30 de mayo de 1963.
  - Dirección: Luis Escobar Kirkpatrick.
  - Escenografía: Manuel López.
  - Intérpretes: Pilar Sala, María Luisa Lamata, Vicky Lagos, Maruja Recio.

- Cine Las salvajes en Puente San Gil (España, 1966).
  - Dirección: Antoni Ribas.
  - Intérpretes: Adolfo Marsillach, Elena María Tejeiro, Nuria Torray, Vicky Lagos, Charo Soriano.

- Televisión, en Estudio 1, de TVE, el 24 de enero de 1983.
  - Dirección: Sergi Schaaff.
  - Intérpretes: Montserrat Carulla, Carmen Fortuny, Marta Padovan, Anna Lizaran, Luis Fenton.

- Teatro Espronceda, de Madrid, en 1988.
  - Dirección: Ángel Cobo.
  - Intérpretes: Beatriz Carvajal, Josefina Calatayud, Francisca Núñez, Salomé Guerrero, Karmele Aranburu.